# Good Morning America
Good Morning America (GMA) – poranny program amerykańskiej telewizji emitowany przez telewizję ABC od 3 listopada 1975. W dni powszednie program trwa dwie godziny, a na antenie ABC News Now od 2007 roku jest nadawana dłuższa wersja – trzygodzinna. Od 2004 jest emitowany jednogodzinny program w weekendy.
Główna siedziba znajduje się w studiu Times Square Studios w Nowym Jorku. Pomysłodawcami są Donald L. Perris i William F. Baker.
W 2007 program zdobył po raz pierwszy w historii dwie nagrody Emmy.

## Prowadzący
Obecni prowadzący:
- Robin Roberts (od 2005)
- George Stephanopoulos (od 2009)
- Josh Elliott (od 2011)
- Sam Champion (od 2006)
- Lara Spencer (od 2011)

Byli prowadzący:
- Nancy Dussault (1975-1977)
- David Hartman (1975-1987)
- Charles Gibson (1987-1998, 1999-2006)
- Sandy Hill (1977-1980)
- Joan Lunden (1980-1997)
- Lisa McRee (1997-1999)
- Kevin Newman (1998-1999)
- Diane Sawyer (1999-2009)

Byli prezenterzy wiadomości:
- Steve Bell (1975-1986)
- Aaron Brown (1992-1993)
- Juju Chang (2009-2011)
- Chris Cuomo (2006-2009)
- Morton Dean (1993-1996)
- Jed Duvall (1987-1988)
- Antonio Mora (1998-2002)
- Kevin Newman (1997-1998)
- Margaret Osmer (1975-1979)
- Robin Roberts (2002-2005)
- Forrest Sawyer (1988-1989)
- Mike Schneider (1989-1993)
- Kathleen Sullivan (1985-1987)
- Paula Zahn (1987-1990)
- Elizabeth Vargas (1996-1997)

Byli prezenterzy pogody:
- Mike Barz (2005-2006)
- John Coleman (1975-1982)
- Spencer Christian (1986-1998)
- Dave Murray (1983-1985)
- Tony Perkins (1999-2005)

Byli korespondenci:
- Jack Anderson – komentator (1975-1984)
- Taryn Winter Brill – korespondent (2008-2010)
- Pat Collins – korespondent filmowy (1975-1981)
- Geraldo Rivera – korespondent (1975-1977)
- Nancy Snyderman – korespondent medyczny (1987-2002)
- Joel Siegel – krytyk filmowy (1981-2007)
- Jake Tapper – korespondent polityczny (2003-2012)